# Macropsobrycon
Macropsobrycon is een geslacht van straalvinnige vissen uit de familie van de karperzalmen (Characidae).

## Soorten
- Macropsobrycon uruguayanae Eigenmann, 1915
- Macropsobrycon xinguensis Géry, 1973